# Zdeněk Polák
Zdeněk Polák (* 22. července 1985 Brno) je český fotbalový obránce, jehož posledním působištěm v České republice byl divizní Slovan Rosice (2014/15). Od poloviny července 2015 nastupuje v nižších rakouských soutěžích.
Jeho starší bratr Jan Polák je bývalý český fotbalový reprezentant.

## Klubové statistiky
Aktuální k 30. červnu 2014
| Sezona | Klub                       | Země     | Soutěž                             | Zápasy | Góly |
| ------ | -------------------------- | -------- | ---------------------------------- | ------ | ---- |
| 03/04  | 1. FC Brno „B“             | Česko    | 2. liga                            | 2      | 0    |
| 04/05  | FC Tatran Brno-Kohoutovice | Česko    | 3. liga                            | –      | 1    |
| 05/06  | 1. FC Brno „B“             | Česko    | 2. liga                            | 24     | 2    |
| 06/07  | 1. FC Brno „B“             | Česko    | 3. liga                            | 12     | 0    |
| 07/08  | 1. FC Brno „B“             | Česko    | 3. liga                            | 26     | 5    |
| 08/09  | 1. FC Brno „B“             | Česko    | 3. liga                            | 24     | 2    |
|        | 1. FC Brno                 | Česko    | 1. liga                            | 3      | 0    |
| 09/10  | 1. FC Brno „B“             | Česko    | 3. liga                            | 13     | 1    |
| 10/11  | 1. HFK Olomouc             | Česko    | 3. liga                            | 25     | 4    |
| 11/12  | FC Zbrojovka Brno          | Česko    | 2. liga                            | 10     | 1    |
|        | FC Zbrojovka Brno „B“      | Česko    | 3. liga                            | 2      | 0    |
| 12/13  | SV Straning                | Rakousko | 1. Klasse Nordwest-Mitte (7. liga) | 27     | 6    |
| 13/14  | SV Straning                | Rakousko | 1. Klasse Nordwest-Mitte (7. liga) | 13     | 3    |
|        | FC Slovan Rosice           | Česko    | Divize D                           | 14     | 0    |
| 14/15  | FC Slovan Rosice           | Česko    | Divize D                           | –      | –    |
|        | celkem v 1.lize            |          |                                    | 3      | 0    |